# Eleição para o Senado federal por Nova Hampshire em 2008
A eleição para o senado do estado americano de Nova Hampshire em 2008 foi realizada em 4 de novembro de 2008. O senador John E. Sununu concorreu para um segundo mandato, mas foi derrotado pela governadora Jeanne Shaheen.

## Antecedentes
New Hampshire foi sempre considerado uma ilha de conservadorismo. Mas após a eleição de 2006, no entanto, muitos cargos em todo o estado foram assumidas pelo Democratas: Representantes Carol Shea-Porter e Paul Hodes, o governador John Lynch, a maioria do Conselho Executivo e a maioria em ambas as câmaras legislativas (o que não ocorria desde 1911). Além disso, embora o estado votou em George W. Bush para presidente dos Estados Unidos em 2000, e em 2004 o senador John Kerry ganhou com uma estreita vantagem sobre Bush no estado.

## Primária Democrata

### Candidatos
- Jeanne Shaheen, ex-governadora de Nova Hampshire
- Raymond Stebbins, advogado

### Resultados
| Primária Democrata | Primária Democrata | Primária Democrata | Primária Democrata | Primária Democrata | Primária Democrata |
| Partido            | Candidato          | Votos              | %                  |                    |                    |
| Democrata          | Jeanne Shaheen     | 43.968             | 88,5%              |                    |                    |
| Democrata          | Raymond Stebbins   | 5.281              | 10,6%              |                    |                    |
| Total              | Total              | 49.656             |                    |                    |                    |
| ------------------ | ------------------ | ------------------ | ------------------ | ------------------ | ------------------ |

## Primária Republicana

### Candidatos
- Tom Alciere, ex-deputada estadual
- John Sununu, senador

### Resultados
| Primária Republicana | Primária Republicana | Primária Republicana | Primária Republicana | Primária Republicana | Primária Republicana |
| Partido              | Candidato            | Votos                | %                    |                      |                      |
| Republicano          | John Sununu          | 60.852               | 88,7%                |                      |                      |
| Republicano          | Tom Alciere          | 7.084                | 10,3%                |                      |                      |
| Total                | Total                | 68.621               |                      |                      |                      |
| -------------------- | -------------------- | -------------------- | -------------------- | -------------------- | -------------------- |

## Eleição geral

### Candidatos
- Blevens Ken (L)
- Jeanne Shaheen (D)
- John E. Sununu (R)

## Resultados
| Eleição para o senado de Nova Hampshire em 2008 | Eleição para o senado de Nova Hampshire em 2008 | Eleição para o senado de Nova Hampshire em 2008 | Eleição para o senado de Nova Hampshire em 2008 | Eleição para o senado de Nova Hampshire em 2008 | Eleição para o senado de Nova Hampshire em 2008 |
| Partido                                         | Candidato                                       | Votos                                           | %                                               |                                                 |                                                 |
| Democrata                                       | Jeanne Shaheen                                  | 358.438                                         | 51,6%                                           |                                                 |                                                 |
| Republicano                                     | John Sununu                                     | 314.403                                         | 45,3%                                           |                                                 |                                                 |
| Republicano                                     | Ken Blevens                                     | 21.516                                          | 3,1%                                            |                                                 |                                                 |
| Total                                           | Total                                           | 694.357                                         |                                                 |                                                 |                                                 |
| ----------------------------------------------- | ----------------------------------------------- | ----------------------------------------------- | ----------------------------------------------- | ----------------------------------------------- | ----------------------------------------------- |